# Gran Premio Misano 100
Il Gran Premio Misano 100 è una corsa in linea di ciclismo su strada per Elite e Under-23 che si disputa ogni febbraio sul Misano World Circuit Marco Simoncelli, in provincia di Rimini. Organizzata dal G.S. Eurobike Riccione, è inserita nel calendario nazionale italiano come prova di classe 1.12 UCI. 

## Albo d'oro
Aggiornato all'edizione 2023.
| Anno | Vincitore           | Secondo          | Terzo           |
| ---- | ------------------- | ---------------- | --------------- |
| 2022 | Mattia Pinazzi      | Alessio Portello | Stefano Moro    |
| 2023 | Alberto Bruttomesso | Alessio Portello | Luca Collinelli |